# Palaeopsylla yunnanensis
Palaeopsylla yunnanensis är en loppart som beskrevs av Xie Baoqi et Yang Guangrong 1982. Palaeopsylla yunnanensis ingår i släktet Palaeopsylla och familjen mullvadsloppor. Inga underarter finns listade i Catalogue of Life.